# ابن السراج
ابن السَّرّاج (؟-۹۲۹م) لغوی و نحوی عربی بغدادی بود که در نگرش به نحو، از اسلوب منطفی تأثیر گرفته بود. . نسب کاملش «ابوبکر محمد بن السَّری بن سهل» ذکر شده است. وی نزد فارابی منطق و موسیقی میخواند و فارابی نزد او دستور.

## آثار
- الشعر و الشعراء
- شرح کتاب سیبویه
- الموجز: در نحو.
- الأصول: در نحو.